# 1870-те
70-те години на XIX век са десетилетие от григорианския календар, осмото десетилетие на XIX век, обхващащо периода от 1 януари 1870 до 31 декември 1879 година.